# Enzo Tesic
Enzo Tesic (Tournan-en-Brie, 7 gennaio 2000) è un nuotatore francese.

## Biografia
Ai campionati europei di nuoto di Budapest 2020, disputati nel maggio 2021 presso la Duna Aréna, si è classificato 23º nei 200 m stile libero e 4º nella staffetta 4x100 m stile libero, assieme a Jordan Pothain, Mewen Tomac e Jonathan Atsu.
Ha rappresentato la Francia ai Giochi olimpici estivi di Tokyo 2020, classificandosi 11º nella staffetta 4x200 m stile libero, con i connazionali Jordan Pothain, Hadrien Salvan e Jonathan Atsu.
Ai mondiali di Budapest 2022 è stato eliminato in batteria con il 19º tempo nei 200 m misti. Nella staffetta 4x200 m stile libero ha gareggiato in batteria, guadagnando la qualificazione per la finale; non è sceso in acqua nella finale conclusasi col 7º posto.
Ai campionati europei di nuoto di Roma 2022 ha vinto la medaglia di bronzo nella staffetta 4x200 m stile libero, con Wissam-Amazigh Yebba, Hadrien Salvan, Roman Fuchs e Mewen Tomac. Nei 200 m stile libero è stato eliminato in batteria con il 21º tempo, mentre nei 200 m misti è stato eliminato in semifinale con il 12º posto.

## Palmarès
- Europei

Roma 2022: bronzo nella 4x200m sl.